# 紐西蘭選區
新西蘭眾議院的選區（英語：New Zealand electorates）是指用來選舉國會議員時的地方分區。選區的大小一般按人口比例劃分，以確保全國大多數選區的人口基數盡量接近。再者，選區的數目亦會隨着人口增幅而有所調整。
1994年以前，所有眾議員都按照「單議席單票制」的方式直接選出。現時，新西蘭眾議院採用聯立制，總共有120個議席；其中65席是由一般選區的選民選出，7席由毛利選區的選民選出，而餘下的48席按照各政黨的得票率而補償分配。

## 歷史
最初，新西蘭的選區是基于政治和社區联系而劃定，並未顧及人口差異。在1850年代，新西兰众议院仿考當時英国下议院的選區制度，即混合使用單議席選區和多議席選區。為了減少各選區的人口差異，各選區設有不同數量的議員並以多數制選舉產生。1881年，紐西蘭眾議院開始採用鄉村配额制鄉村配額制，容許鄉郊選區採用較低的人口基數，導致鄉郊地區在國會擁有過多的議席。後來，多議席選區制度於1905年選舉時被廢除，而鄉村配額制則一直延續到1945年。

## 劃界方式
在紐西蘭，選舉代表委員會（英語：Representation Commission）負責為眾議院選區進行劃界工作。委員會由下列人員組成：
- 主席：通常由一名法官出任，由其他委員（除地方政府委員會主席外）提名產生。
- 4名政府官員：政府統計處處長（英语：Statistics New Zealand）、測量總監、總選舉事務主任，地方政府委員會主席。
- 2名政黨代表：一名代表执政党或执政联盟，一名代表所有在野黨。

通常於每五年一次的新西兰人口普查後，選舉代表委員會重新檢討選區分界。
由於紐西蘭憲法規定南岛須設立最少16个選區，所以一般會先計算「南島配額」：將南島選民人數除以16。委員會依照此基數，再決定設立毛利選區和北岛一般选区的數量；兩者會根據其選民人數除以「南島額度」，再以四捨五入計算出選區數數量。各選區人口偏幅不可超出平均選區人數的5%。
由於國內移居及外國移民因素，近年來出現明顯的「北漂」現象（北島人口成長速度大於南島，尤其以奧克蘭地區為最）。委員會亦於2008年、2014年、2020年及2024年的大选，在北島增添了新選區。由於選區數目的增加，這導致比例代表的遞補議席數量逐漸減少。自1996年以來，遞補議席從55個減少到48個。
雖然新西蘭眾議院應有120個議席，但亦曾多次出現超額席次。在2005年及2011年大選，共選出121席，而2008年大選則選出122席、2024年大選亦選出123席。

## 選區命名
選區通常以地域、地標或主要人口中心命名。委員會會參考最近的主要人口中心，並以其方位命名，例如「咸美頓東」（英語：Hamilton East）。

## 特殊選區
多年來，新西蘭曾設有為特定群體而設的特別選區。

### 毛利選區
自1868年成立，旨在給予毛利人獨立的被代表權，確保他們在國會中有代表為其發聲。1993年起，毛利選區固定有4個議席。自1994年聯立制成立以後，議席數量可以隨毛利選民人數而調整。 
1975年，所有毛利人後裔可以選擇登記在一般地方選區或毛利選區投票。在此之前，擁有超過50％毛利血統的人只能在毛利選區作登記，而毛利血統少於50％的人則必須在一般選區作登記；只有被認為具有毛利和歐洲血統各半的人能選擇於其中一個選區作登記。現時，毛利人已可以按照個人意願在毛利選區或一般選區作選民登記。

### 金礦選區
源於中奧塔哥淘金潮。由於金礦工人通常不符合其選區中的居住和財產要求而無法投票，但他們的人數足以產生政治影響力。所以1863年至1870年其間，新西蘭曾有兩個金礦選區。

## 選區列表

新西蘭自2017年起使用的選區，顯示2017年選舉結果

### 一般選區
| 選區             | 地區                                | 國會議員             | 政黨       |
| ---------------- | ----------------------------------- | -------------------- | ---------- |
| 奧克蘭中心       | 奧克蘭                              | Chlöe Swarbrick      | 綠黨       |
| 班克斯半島       | 坎特伯雷                            | Vanessa Weenink      | 國家黨     |
| 豐盛灣           | 豐盛灣                              | Tom Rutherford       | 國家黨     |
| 博特尼           | 奧克蘭                              | 盧克森               | 國家黨     |
| 基督城中         | 坎特伯雷                            | Duncan Webb          | 工黨       |
| 基督城東         | 坎特伯雷                            | Poto Williams        | 工黨       |
| 科羅曼德爾       | 懷卡托                              | Scott Simpson        | 國家黨     |
| 但尼丁           | 奧塔哥                              | Rachel Brooking      | 工黨       |
| 東岸             | 吉斯伯恩及豐盛灣                    | Dana Kirkpatrick     | 國家黨     |
| 東岸灣           | 奧克蘭                              | Erica Stanford       | 國家黨     |
| 艾普生           | 奧克蘭                              | 大衛·西摩            | 行動新西蘭 |
| 咸美頓東         | 懷卡托                              | Ryan Hamilton        | 國家黨     |
| 咸美頓西         | 懷卡托                              | Tama Potaka          | 國家黨     |
| 哈特南           | 威靈頓                              | Chris Bishop         | 國家黨     |
| 伊拉姆           | 坎特伯雷                            | Hamish Campbell      | 國家黨     |
| 因華卡高         | 南地                                | Penny Simmonds       | 國家黨     |
| 凱庫拉           | 馬爾堡及坎特伯雷                    | Stuart Smith         | 國家黨     |
| 凱帕拉及瓦卡沃夫 | 奧克蘭                              | Chris Penk           | 國家黨     |
| 基爾斯頓         | 奧克蘭                              | Carmel Sepuloni      | 工黨       |
| 瑪那             | 威靈頓                              | Barbara Edmonds      | 工黨       |
| 芒厄雷           | 奧克蘭                              | Lemauga Lydia Sosene | 工黨       |
| 獨樹山           | 奧克蘭                              | Greg Fleming         | 國家黨     |
| 艾伯特山         | 奧克蘭                              | Helen White          | 工黨       |
| 蒙洛斯基山       | 奧克蘭                              | Carlos Cheung        | 國家黨     |
| 納皮爾           | 豪克斯灣                            | Katie Nimon          | 國家黨     |
| 奶路臣           | 奶路臣及塔斯曼                      | Rachel Boyack        | 工黨       |
| 紐琳             | 奧克蘭                              | Paulo Garcia         | 國家黨     |
| 新普利茅夫       | 塔拉納基                            | David MacLeod        | 國家黨     |
| 北岸             | 奧克蘭                              | Simon Watts          | 國家黨     |
| 羅富國           | 奧克蘭                              | Dan Bidois           | 國家黨     |
| 北地             | 北地                                | Grant McCallum       | 國家黨     |
| 奧哈魯           | 威靈頓                              | Greg O'Connor        | 工黨       |
| 奧塔基           | 威靈頓及馬納瓦圖-旺阿努伊           | Tim Costley          | 國家黨     |
| 帕庫蘭卡         | 奧克蘭                              | Simeon Brown         | 國家黨     |
| 北帕默斯頓       | 馬納瓦圖-旺阿努伊                   | Tangi Utikere        | 工黨       |
| 潘姆爾及奧塔胡胡 | 奧克蘭                              | Jenny Salesa         | 工黨       |
| 帕帕庫拉         | 奧克蘭                              | Judith Collins       | 國家黨     |
| 懷卡托港         | 奧克蘭及懷卡托                      | Andrew Bayly         | 國家黨     |
| 蘭吉塔塔         | 坎特伯雷                            | James Meager         | 國家黨     |
| 蘭吉蒂基         | 馬納瓦圖-旺阿努伊                   | Suze Redmayne        | 國家黨     |
| 雷姆塔卡         | 威靈頓                              | 葉建事               | 工黨       |
| 朗戈泰           | 威靈頓及查塔姆群島                  | Julie Anne Genter    | 綠黨       |
| 羅托路亞         | 豐盛灣                              | Todd McClay          | 國家黨     |
| 塞爾溫           | 坎特伯雷                            | Nicola Grigg         | 國家黨     |
| 南地             | 南地及奧塔哥                        | Joseph Mooney        | 國家黨     |
| 泰伊里           | 奧塔哥                              | Ingrid Leary         | 工黨       |
| 塔卡尼尼         | 奧克蘭                              | Rima Nakhle          | 國家黨     |
| 塔馬基           | 奧克蘭                              | Brooke van Velden    | 行動新西蘭 |
| 塔拉納基及金縣   | 塔拉納基及懷卡托                    | Barbara Kuriger      | 國家黨     |
| 陶波             | 懷卡托                              | Louise Upston        | 國家黨     |
| 陶朗加           | 豐盛灣                              | Sam Uffindell        | 國家黨     |
| 特阿塔圖         | 奧克蘭                              | Phil Twyford         | 工黨       |
| 圖基圖基         | 豪克斯灣                            | Catherine Wedd       | 國家黨     |
| 上港             | 奧克蘭                              | Cameron Brewer       | 國家黨     |
| 懷卡托           | 懷卡托                              | Tim van de Molen     | 國家黨     |
| 懷馬卡里里       | 坎特伯雷                            | Matt Doocey          | 國家黨     |
| 懷拉拉帕         | 威靈頓、馬納瓦圖-旺阿努伊及豪克斯灣 | Mike Butterick       | 國家黨     |
| 懷塔基           | 奧塔哥及坎特伯雷                    | Miles Anderson       | 國家黨     |
| 威靈頓中         | 威靈頓                              | Tamatha Paul         | 綠黨       |
| 西岸及塔斯曼     | 西岸及塔斯曼                        | Maureen Pugh         | 國家黨     |
| 旺阿努伊         | 馬納瓦圖-旺阿努伊及塔拉納基         | Carl Bates           | 國家黨     |
| 旺阿帕拉瓦       | 奧克蘭                              | Mark Mitchell        | 國家黨     |
| 法納雷           | 北地                                | Shane Reti           | 國家黨     |
| 維格拉姆         | 坎特伯雷                            | Megan Woods          | 工黨       |

### 毛利選區
| 選區            | 地區                                          | 國會議員                | 政黨   |
| --------------- | --------------------------------------------- | ----------------------- | ------ |
| Te Tai Tokerau  | 北地及奧克蘭                                  | Mariameno Kapa-Kingi    | 毛利黨 |
| Tāmaki Makaurau | 奧克蘭                                        | Takutai Moana Kemp      | 毛利黨 |
| 豪拉基-怀卡托   | 奧克蘭及懷卡托                                | 哈娜-罗希蒂·迈皮-克拉克 | 毛利黨 |
| Waiariki        | 豐盛灣及懷卡托                                | Rawiri Waititi          | 毛利黨 |
| Ikaroa-Rāwhiti  | 豪克斯灣、吉斯伯恩、馬納瓦圖-旺阿努伊及威靈頓 | Cushla Tangaere-Manuel  | 工黨   |
| Te Tai Hauāuru  | 塔拉納基、懷卡托、馬納瓦圖-旺阿努伊及威靈頓   | Debbie Ngarewa-Packer   | 毛利黨 |
| Te Tai Tonga    | 南島、威靈頓及查塔姆群島                      | Tākuta Ferris           | 毛利黨 |